# Droga wojewódzka 405
Die Droga wojewódzka 405 (DW 405) ist eine 18 Kilometer lange Droga wojewódzka (Woiwodschaftsstraße) in der polnischen Woiwodschaft Opole, die Niemodlin mit Korfantów verbindet. Die Straße liegt im Powiat Opolski und im Powiat Nyski.

## Straßenverlauf
Woiwodschaft Opole, Powiat Opolski
- Niemodlin (Falkenberg O.S.) (DK 46)

Woiwodschaft Opole, Powiat Nyski
- Włostowa (Floste) (DK 406)
- Korfantów (Friedland in Oberschlesien) (DK 407)